# 肖光成
肖光成（1946年9月—），男，汉族，四川大竹人，中华人民共和国政治人物，曾任中共四川省委统战部部长，四川省政协副主席，第七届全国人大代表，第九、十届全国政协委员。